# 松崎為己
松崎 為己（まつざき ためき、1850年6月19日（嘉永3年5月10日） - 1929年（昭和4年）6月28日）は、日本の政治家。第2代熊本市長（1期）。

## 生涯
嘉永3年（1850年）、家禄切米10石2人扶持の熊本藩藩士のもとに生まれた。熊本城下平川塾で学んだ後、1870年7月東京詰（江戸詰）にて中隊兵の御用聞きに任じられ、翌年帰郷、二番予備兵に編入し、藩兵解散まで務める。解任後は、熊本第一大区九小区乃至一五小区の筆生助勤や第一、二区筆生を務めたのち、熊本区書記長に任命された。1889年4月1日の市制施行により発足した熊本市の助役を選出する市会が、同年5月14日に開催され、松崎為己は出席者27人全員からの票を集め初代熊本市助役（官制）に推挙された。1893年7月9日、杉村大八熊本市長が在任中に死去したため、熊本市会は同年7月31日の井上馨内務大臣からの市長候補推薦の命を受け、24票を獲得した松崎を市長候補として建言した。同年9月15日付で松崎為己は市長に採決許可された。市内下水道工事のための測量、山崎練兵場移転案、下河原公園移転、英照皇太后への賑給、旧肥後藩内各市町村誤納金返還訴訟などの案件に取り組むものの、それらを次期市長辛島格に引き継いで、1897年8月2日退任する。任期3年11か月。翌9月第九銀行熊本支店の支配人に就任した。1929年6月28日死去する。享年80歳。